# قائمة زملاء الجمعية الملكية المنتخبين في 1811
هذه الصفحة تعرض قائمة زملاء الجمعية الملكية المُنتخبين لعام 1811.

## الزملاء
- Charles Wentworth-Fitzwilliam, 5th Earl Fitzwilliam [الإنجليزية]‏
- John Kaye (bishop) [الإنجليزية]‏
- John Dent (died 1826) [الإنجليزية]‏
- Robert Chaloner (MP) [الإنجليزية]‏
- John Elliot (brewer) [الإنجليزية]‏
- Edward Hawke Locker [الإنجليزية]‏
- James Macartney (anatomist) [الإنجليزية]‏
- George Rowley (academic) [الإنجليزية]‏
- Thomas Egan (physician) [الإنجليزية]‏
- William Dealtry [الإنجليزية]‏
- George Hibbert [الإنجليزية]‏
- Henry Vassall-Fox, 3rd Baron Holland [الإنجليزية]‏
- Walter Wade (botanist) [الإنجليزية]‏
- السير وليام كنغرف، برونت الثاني
- Henry Petty-Fitzmaurice, 3rd Marquess of Lansdowne [الإنجليزية]‏
- Isaac Corry [الإنجليزية]‏
- Henry Ellis (librarian) [الإنجليزية]‏
- روبرت براون